# Юлен (заповедник)
Юлен (болг. Юлен) — природный заповедник в национальном парке Пирин, расположенный в северо-западной части Болгарии. Находится в общине Банско Благоевградской области. Заповедник Юлен был образован 26 августа 1994 года для наблюдения за ростом видов альпийских растений без влияния человека, а также для защиты редких видов растений и животных. Охватывает территорию площадью 3156 га (31,56 км²).

## География
Юлен расположен на высоте между 1600 и 2851 м. Скалы преимущественно гранитовые и гнейсовые, но также есть скалы, сложенные из карбонатных пород (известняк, доломит). Заповедник богат водными ресурсами и включает ряд ледниковых озёр, которые являются источниками нескольких рек. Климат альпийский в связи с большой высотой. Почвы в основном бурые лесные и альпийские луговые.

## Флора
Флора состоит из более 700 видов сосудистых растений; из них 44 занесены в Красную книгу Болгарии. Некоторые из важных видов — купальница европейская, ветреница нарциссоцветковая, Aquilegia aurea, полушник озёрный (единственное место в Болгарии, где найдено это растение), Rhynchocorys elephas, осока скальная и другие. Есть ледниковые реликты, такие как водяника чёрная, Sibbaldia procumbens.
Здесь также растут леса, состоящие из румелийской и обыкновенной сосны, европейской ели и пихты белой, а также изолированных групп боснийской сосны.

## Фауна
Наиболее типичными млекопитающими в Юлене являются бурый медведь, волк и серна. Птицы имеют важное значение для сохранения видов и включают кедровку, гаршнепа, глухаря, кеклика европейского, рогатого жаворонка, беркута, ястреба-тетеревятника и других. В солнечных зонах можно увидеть гадюку обыкновенную. Реки и некоторые из ледниковых озёр имеют многочисленные популяции форели.

## Достопримечательности
На территории заповедника Юлен находится античная крепость, которая расположена примерно в 12 км от города Банско. Раскопки и археологические находки датируют её основание ещё в период Римской империи. Крепость имеет длину около 100 м, а ширину от 25 до 40 метров. Единственными видимыми остатками укреплений является небольшая часть северных стен.